# Жумберак (насеље)
Жумберак је насељено место у општини Жумберак, до нове територијалне организације у саставу бивше општине Јастребарско, у Загребачкој жупанији, Хрватска.

## Прошлост
Под водством Николе Јуришића, Жумберак су 1526. године населили Срби из Унца и Гламоча. Насељавање се наставило током тог 16. века, јер је становништву претила опасност од Турака. Дана 5. септембра 1538. године дао је аустријски цар Фердинанд повластице (повељом) Србима који се населише у северној Хрватској, у Жумберку. Генерал аустријски Никола Јуришић је обавестио цара, да су се ту доселили неки "српски" или "рацки" капетани и војводе са народом, који је под њиховом влашћу. Исте 1538. године, 22. октобра јавио је генерал Јуришић да се вратио бан Петар Кеглевић са војском из Турске и да је са собом довео много Срба са женама, децом и њиховом стоком. А 6. новембра 1538. године цар пише бану Кеглевићу, о истим Србима који су преселили из Босне у Жумберак. За њихове старешине каже да су капетани и војводе, Срби и Власи (Срби).
Почетком 20. века Жумберак је највеће место у Белој Крајини насељено Србима. Жумберак су чинили два дела - две општине: Сошице и Каље. За време војне границе та места нису била у истој чети; Сошице у 11. а Каље у 12. компанији Слуњске регименте. У црквеном погледу ту живи 4691 римо-католик и 7151 грко-католик (унијат). Унијати су Срби који су половином 18. века променили веру и подређени су Крижевачкој бискупији у Хрватској. Радило се о 4000 православних душа и 26 православних храмова. Године 1750. узалуд је тражио горњо-карловачки владика Данило Јакшић, да се Жумберак врати под његову јурисдикцију. Срби православци и они унијати називани су у Белој Крајини истим именом "староверци".
Из Жумберка потиче поунијаћени и похрваћени Србин, проф. Петар Скок, који је проучавао прошлост тог краја.

## Становништво
Српско православно становништво које је током 16. века прешло из Босне у тај део Хрватске, било је вековима изложено процесима унијаћења, те кроатизације.

### Број становника по пописима
| Националност   | 2001. | 1991. | 1981. | 1971. | 1961. | 1953. | 1948. | 1931. | 1921. | 1910. | 1900. | 1890. | 1880. | 1869. | 1857. |
| бр. становника | 8     | 19    | 27    | 37    | 47    | 58    | 59    | 62    | 74    | 84    | 78    | 77    | 55    | 51    | 37    |

### Национални састав
| Националност       | 1991.       | 1981.     | 1971.     | 1961.     |
| Хрвати             | 14 (73,68%) | 27 (100%) | 37 (100%) | 47 (100%) |
| Срби               | 0           | 0         | 0         | 0         |
| Југословени        | 0           | 0         | 0         | 0         |
| остали и непознато | 5 (26,31%)  | 0         | 0         | 0         |
| Укупно             | 19          | 27        | 37        | 47        |